# Lascari
Lascari település Olaszországban, Szicília régióban, Palermo megyében. Lakosainak száma 3677 fő (2023. január 1.). Lascari Campofelice di Roccella, Cefalù, Collesano és Gratteri községekkel határos.

## Népesség
A település lakossága az elmúlt években az alábbi módon változott:
| Lakosok száma | 3611 | 3619 | 3677 |
|               | 2017 | 2018 | 2023 |